# Feistritz ob Bleiburg
Feistritz ob Bleiburg é um município da Áustria localizado no distrito de Völkermarkt, no estado de Caríntia.